# Lippstadt Challenger 1993
Il Lippstadt Challenger 1993 è stato un torneo di tennis facente parte della categoria ATP Challenger Series nell'ambito dell'ATP Challenger Series 1993. Il torneo si è giocato a Lippstadt in Germania dal 1 al 7 febbraio 1993 su campi in sintetico indoor.

## Vincitori

### Singolare
Alexander Mronz ha battuto in finale  David Engel con il punteggio di 7–6, 6–2

### Doppio
Filip Dewulf /  Martin Laurendeau hanno battuto in finale  David Engel /  Peter Nyborg con il punteggio di 7–6, 4–6, 7–6